# Poiana cu narcise de la Racâș-Hida
Poiana cu narcise de la Racâș-Hida este o arie protejată de interes național ce corespunde categoriei a IV-a IUCN (rezervație naturală de tip floristic și peisagistic), situată în județul Sălaj, pe teritoriul administrativ al comunei Hida.

## Localizare
Aria naturală cu o suprafață de 1,50 hectare se află în Depresiunea Almaș-Agrij (parte componentă a Podișului Someșan ce aparține Podișului Transilvaniei), în partea central-estică a județului Sălaj, pe teritoriul vestic al satului Racâș, în apropierea drumului național DN1G care leagă localitatea Hida de Gâlgău Almașului.

## Înființare
Instituirea regimului de arie protejată s-a făcut prin Legea Nr.5 din 6 martie 2000 (privind aprobarea Planului de amenajare a teritoriului național - Secțiunea a III-a - zone protejate). Rezervația naturală suprapusă sitului Natura 2000 - Racâș - Hida este o zonă deluroasă în bazinul superior al văii Jernăului (afluent de stânga al râului Almaș), cu rol de protecție pentru o comunitate de narcise (Narcissus stellaris și Narcissus augustifolius); specii floristice cunoscute de localnici sub denumirea populară de cocoroțele.

## Floră
Aria protejată reprezintă o pajiște naturală (la izvoarele părâului Jernău) înconjurată de dealuri acoperite cu vegetație forestieră și ierboasă ce adăpostește o gamă floristică variată.
Pâlcurile de pădure sunt constituite din arbori și arbusti cu specii de: stejar (Quercus robur) gorun (Quercus petraea), cer (Quercus cerris), carpen (Carpinus betulus) tei pucios (Tilia cordata), ulm (Ulmus campestre), frasin (Fraxinus excelsior), sânger (Cornus sanguinea), mur (Robus fruticosus), măceș (Rosa canina) sau păducel (Crataegus monogyna).

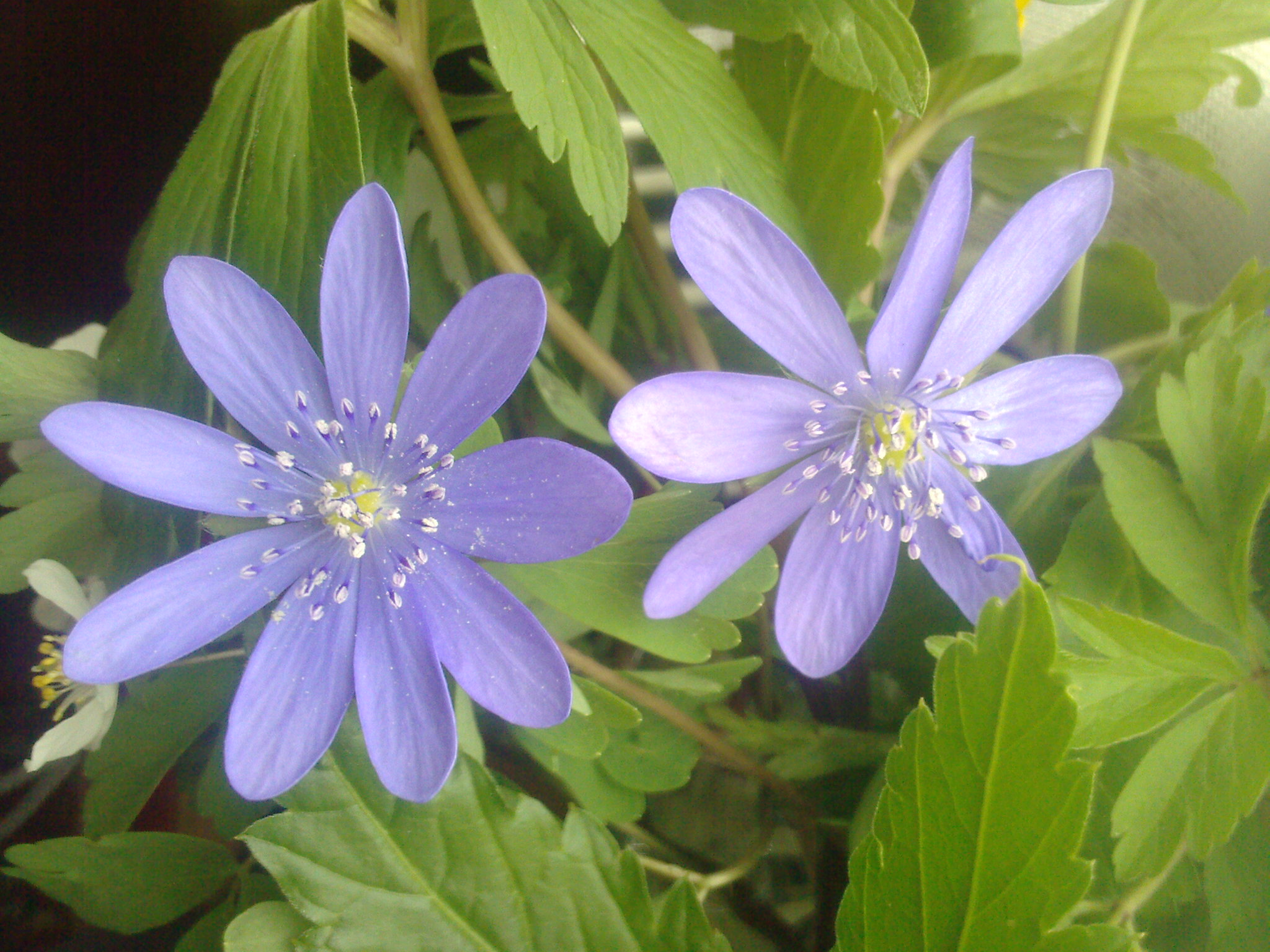
Crucea voinicului (Hepatica transsilvanica)

La nivelul ierburilor (pe lângă  Narcissus angustifolius și Narcissus stellaris) sunt întâlnite mai multe specii de plante rare, printre care unele protejate la nivel european prin Directiva CE 92/43/CE (anexa I-a) din 21 mai 1992 (privind conservarea habitatelor naturale și a speciilor de faună și floră sălbatică); astfel: crucea voinicului (Hepatica transsilvanica), vinariță (Asperula odorata), omag (Aconitum moldavicum ssp. lycoctotum), pochivnic (Asarum europaeum), cosaci (Astragalus depressus), măzăriche (Lathyrus transsilvanicus), frate-cu-soră (Melamphyrum nemerosum specie endemică), ghiocel (Galanthus nivalis), știrigoaie (Veratrum nigrum), bărboasă (Botriochloa ischaemum), mărgică (Melica transsilvanica), timoftică (Pleum alpinum), studentiță (Arenaria serpyllifolia), firuță (Poa nemoralis), bărbișoară (Bothriochloa ischaeum), sclipeți (Potentilla erecta), lăcrămioară (Convallaria majalis), pochivnic (Asarum europaeum), năpraznică (Geranium robertianum), rocoțea (Stellaria graminea), pupezele (Lathyrus vernus), pedicuță (Lycopodium clavatum), alior (Euphorbia cyparissias); precum și mai multe specii din familia gramineelor, printre care: pir (Agropiron repens), golomăț (Dactylis glomerata), iarba-vântului (Nardus stricta) sau iarba-câmpului (Agrostis tenuis).

## Căi de acces
- Drumul național DN1G pe ruta: Jibou - Tihău - Gâlgău Almașului - Bălan - Racâș
- Drumul național DN1F pe ruta: Zalău - Românași - Sânmihaiu Almașului, se intră la stânga pe drumul național DN1G în dircția Hida - Racâș

## Obiective turistice
În vecinătatea rezervației naturale se află mai multe obiective turistice (lăcașuri de cult, monumente istorice, situri arheologice, arii naturale protejate), astfel:

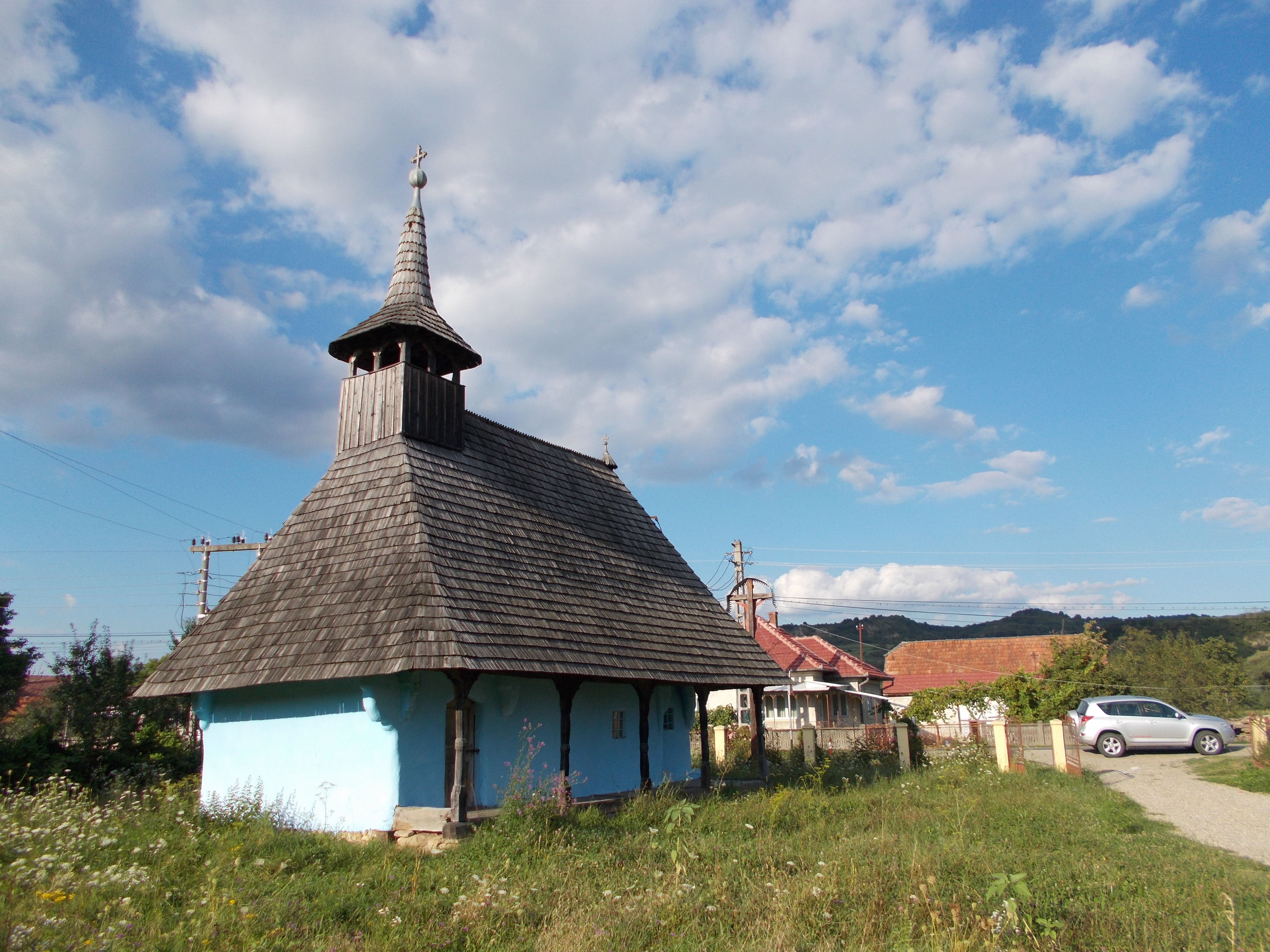
Biserica de lemn din Bălan Cricova

- Biserica de lemn din Racâș (monument istoric) construită la mijlocul secolului al XVI-lea și pictată în anul 1782 de pictorul de biserici Ioan Pop din Unguraș, conform inscripției aflate pe peretele ce desparte altarul de naos.
- Biserica de lemn din Sânmihaiu Almașului (monument istoric) ce poartă hramul „Sf. Apostoli Petru și Pavel” a fost construită la începutul secolului al XVII-lea și pictată în anul 1795 de Ioan Pop din Unguraș (zugrav de icoane și biserici în perioada sfârșitului de secol 18 și început de secol 19).
- Biserica de lemn din Baica datată din anul 1645, monument istoric.
- Biserica de lemn din Hida cu hramul „Sfinților Arhangheli Mihail și Gavriil”, construcțită în anul 1717 și pictată în 1801 de zugravul Ioan Pop din Unguraș.
- Biserica de lemn din Bălan Josani cu hramul „Sf. Arhangheli Mihail și Gavriil”, clădire monument istoric ridicată în anul 1695 de către meșterul de biserici Popa Toader.
- Biserica de lemn din Bălan Cricova cu hramul „Adormirea Maicii Domnului”, clădire monument istoric strămutată în anul 1848 de la Mănăstirea Bălan.
- Biserica de lemn din Păduriș cu hramul „Adormirea Maicii Domnului”, monument istoric, ridicată în secolul al XVIII-lea, singura construcție care a mai rămas din fostului ansamblu monahal al Mănăstirii Strâmba.
- Biserica de lemn din Mănăstirea Bălan (monument istoric secolul al XIX-lea).
- Grădina Zmeilor (monument al naturii), arie naturală cu o suprafață de 4 hectare aflată pe teritoriul administrativ al comunei vecine, Bălan.
- Rezervația naturală Stânca Dracului, monument al naturii aflat pe teritoriul vestic al satului Hida.